# György Szilágyi (político)

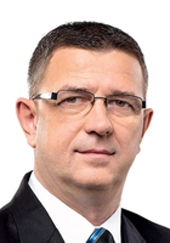
György Szilágyi

György Szilágyi (Budapeste, 11 de novembro de 1966) é um político húngaro, vice-presidente do Jobbik e membro da Assembleia Nacional.
Ele é casado e tem dois filhos. Formou-se na Universidade Semmelweis em 2006 e tornou-se gerente desportivo. Ele foi desportista da Ferencváros TC durante 11 anos e fundou a Associação de Adeptos do Clube Ferencváros Torna.
Trabalhou na Pannon Rádió como locutor. O MIÉP foi o primeiro partido a que aderiu e era o especialista em desportos no grupo parlamentar do partido. Ele ingressou no Jobbik em 2008 e fundou o gabinete de desporto do partido. Desde 2010 é membro da Assembleia Nacional e em 25 de janeiro de 2020 foi eleito vice-presidente do Jobbik.